# Johann Joseph Abert
Pour les articles homonymes, voir Abert.
Johann Joseph Abert (né le 20 septembre 1832 à Kochowitz (cs), royaume de Bohême et décédé le 1er avril 1915 à Stuttgart) est un compositeur allemand. Originaire du Sudetenland, il est également connu sous son nom tchèque Jan Josef Abert.

## Biographie
Abert étudie la contrebasse au Conservatoire de Prague avec Josef Hrabě (de) et suit l’enseignement de Johann Friedrich Kittl et August Wilhelm Ambros en théorie de la musique. En 1853, Peter Josef von Lindpaintner le recrute pour être contrebassiste à l’orchestre de cour de Stuttgart, la capitale royale du Wurtemberg. Il devient maître de chapelle royal de 1867 à 1888 et succède à ce poste à Friedrich Wilhelm Kücken (de) et Karl Anton Eckert (de). Le fils du compositeur, Hermann, est un historien de la musique reconnu. Sa petite-fille, Anna Amalie est elle aussi musicologue.

## Œuvres
Abert a composé de la musique de chambre, des lieder et des opéras. De ses sept symphonies, on retient notamment les septième (Frühlingssinfonie), quatrième (Columbus) et deuxième en do mineur. Les manuscrits et documents personnels du compositeur sont déposés à la Bibliothèque d'État de Wurtemberg à Stuttgart et au Deutsches Literaturarchiv Marbach.

### Symphonies
- Symphonie no 1, en en si mineur (1852) ;
- Symphonie no 2, en do mineur (1854) ;
- Symphonie no 3, en la majeur (1856) ;
- Symphonie no 4, en ré majeur, Op. 31 (1865), Columbus (Musikalisches Seegemälde in Form einer Sinfonie) ;
- Symphonie no 5, en do mineur (1870) ;
- Symphonie no 6, en ré mineur (1890), Lyrische Sinfonie ;
- Symphonie no 7, en do majeur (1894), Frühlingssinfonie.

### Autres œuvres pour orchestre
- Ouverture en mi majeur pour grand orchestre (1850) ;
- Ouverture en ré mineur pour grand orchestre (1851) ;
- Ouverture jubilatoire pour grand orchestre dédiée à l’empereur Franz Joseph d’Autriche (1855) ;
- Ouverture festive en ré majeur, composée à l’occasion du mariage royal de Wurtemberg (1874) ;
- Ouverture de concert ;
- Marche tragique, dédiée aux soldats tombés pendant la guerre de 1866 (1866) ;
- Marche de célébration, pour le vingt-cinquième anniversaire du roi Charles Ier (1889).

### Concertos
- Polonaise et introduction, en ré majeur pour contrebasse et orchestre (1848) ;
- Variations et Rondo, en do majeur pour contrebasse et orchestre (1849) ;
- Introduction et Polonaise, en do majeur pour contrebasse et orchestre (1849) ;
- Concertino, en fa majeur pour contrebasse et orchestre (1851) ;
- Rondeau, en do majeur pour contrebasse et orchestre (1852) ;

### Musique de chambre
- Quatuor à cordes en la, dédié à Karl Anton Eckert (de) (1862)

### Opéra
- Anna von Landskron, livret de Christian Gottfried Nehrlich, créé en 1858 à Stuttgart ;
- König Enzio, livret de Albert Dulk (de), créé en 1862 à Stuttgart ;
- Astorga, livret de Ernst Pasqué (de), créé en 1866 à Stuttgart ;
- Enzio von Hohenstaufen, créé en 1875 à Stuttgart ;
- Ekkehard, basé sur un roman de Joseph Viktor von Scheffel (en) sur Ekkehard IV de Saint-Gall, créé en 1878 au Hofoper de Berlin ;
- Die Almhoaden, basé sur la pièce The Clock of Almudaina de Don Juan Palon y Col, livret de A. Kröner, créé en 1890 à Leipzig.

## Enregistrements
Peu d’œuvres du compositeur ont été enregistrées. Toutefois, on trouve son quatuor à cordes en la, l’opéra Ekkehard, la quatrième symphonie Columbus et des œuvres concertantes pour contrebasse et orchestre.
° 2CD de l'opéra Ekkehard, enregistrement 1998 par le label Capriccio, avec Jonas Kaufmann, Nyla von Ingen, Christian Gerhaher sous la direction de Peter Falk - Réédition annoncée pour janvier 2020. Sortie le 20 janvier 2020.